# David M. Brink
David Maurice Brink (* 20. Juli 1930 in Hobart, Australien; † 8. März 2021) war ein australisch-britischer Kernphysiker.
Brink studierte ab 1947 Physik an der University of Tasmania mit dem Bachelorabschluss 1951. Danach war er als Rhodes-Stipendiat an der Universität Oxford (Magdalen College), wo er 1955 promoviert wurde. 1954 bis 1958 war er Rutherford Scholar der Royal Society. Als Post-Doktorand war er 1956/57 am Massachusetts Institute of Technology. Ab 1958 war er als Lecturer und Fellow des Balliol College wieder in Oxford, wo er ab 1988 Reader war und 1993 emeritierte. 1976 bis 1978 war er Vice Master des Balliol College. 1993 bis 1998 war er Vizedirektor des ECT (European Centre for Theoretical Studies in Nuclear Physics and Related Areas) in Trient und Professor für Geschichte der Physik in Trient.
Er war unter anderem Gastwissenschaftler am Niels-Bohr-Institut in Kopenhagen (1964), Gastprofessor am Institut für Kernphysik in Orsay (1969, 1981/82), an der University of British Columbia (1975), an den Universitäten von Triest und Catania, an der TU München (1982) und an der Michigan State University in East Lansing (1988/89).
Neben Untersuchungen über Kernkräfte, Kernstruktur und Kernreaktionen sowie Physik des Drehimpulses in der Quantenmechanik befasste er sich auch mit Geschichte der Kernphysik. 
Ab 1981 war er Fellow der Royal Society. 1982 erhielt er die Rutherford Medal des Institute of Physics. Er war ab 1992 auswärtiges Mitglied der Königlichen Gesellschaft der Wissenschaften in Uppsala. 2006 erhielt er den Lise-Meitner-Preis für seine zahlreichen Beiträge zur Theorie der Kernstruktur und der Kernreaktionen über mehrere Jahrzehnte, einschließlich grundlegender Arbeiten zur Theorie der Kernmassen mit Hilfe effektiver Wechselwirkungen vom Skyrme Typ, Kern-Riesenresonanzen, Clusterbildung in Kernen und quantenmechanische und semiklassische Theorien der Schwerionenstreuung und der Schwerionenreaktionen.

## Schriften

### Fachartikel
- mit E. Boeker Effective interactions for Hartree-Fock calculations, Nuclear Physics A, Band 91, 1967, S. 1
- mit H. J. Rose Angular distribution of gamma-rays in terms of phase-defined reduced matrix elements, Reviews of Modern Physics, Band 39, 1967, S. 306
- mit A. Weiguny The generator coordinate  theory of collective motion,  Nuclear Physics A, Band 120, 1968, S. 59
- mit Dominique Vautherin, M. Veneroni Hartree-Fock calculations in superheavy nuclei, Physics Letters B, Band 33, 1970, S. 381
- mit D. Vautherin Hartree-Fock calculations with Skyrme’s interaction, Phys. Lett. B, Band 32, 1970, S. 149 und Phys. Rev. C, Band 5, 1972, S. 626
- mit Y. M. Engel, K. Goeke, S. J. Krieger, D. Vautherin Time dependent Hartree-Fock theory with Skyrme’s interaction, Nuclear Physics A, Band 249, 1975, S. 215
- Collective motion in excited nuclei, Nuclear Physics A, Band 574, 1994, S. 207

### Fachbücher
- mit George Raymond Satchler Angular Momentum, Oxford University Press 1962
- Nuclear Forces, Pergamon Press 1965, deutsche Übersetzung: Kernkräfte, WTB Texte, 1971 (Reprint Volume mit Einleitung von Brink)
- Semiclassical methods in nucleus-nucleus scattering, Cambridge University Press 1985
- mit Ricardo A. Broglia Nuclear superfluidity: pairing in finite systems, Cambridge University Press 2005
- Nuclear Dynamics in Brown, Pais, Pippard (Herausgeber) History of 20th century physics, IOP, Band 2, 1995
- The alpha particle model of light nuclei, in: Varenna Summer School 1965, Academic Press 1966